# Klarissenkloster Münster
Das heute bestehende Klarissenkloster Münster wurde 1973 gegründet und liegt am Domplatz in Münster. Ein weiteres, 1864 errichtetes Klarissenkloster in Münster lag bis 2001 an der Scharnhorststraße. Das Gebäude wurde später abgerissen. Das älteste Kloster der Klarissen in Münster bestand von 1617 bis 1811 in der Nähe der Stadtmauer und ist heute nicht mehr vorhanden, die Klosterkirche wurde zum Teil ausgegraben.

## Geschichte
Ein erstes Kloster der Klarissen existierte seit der Grundsteinlegung 1617 bis in die Napoleonische Zeit an der Stubengasse. Das Kloster wurde 1652 bei der Explosion eines Pulverturms stark beschädigt. 1802 stellte es mit 33 Schwestern den größten weiblichen Konvent Münsters. Die Nonnen stammten aus unterschiedlichen Bevölkerungsschichten und lebten in sehr strenger Klausur; sie wurden von den Observanten geistlich betreut und waren für ihren Lebensunterhalt auf Almosen angewiesen. Das Kloster wurde im Zuge der Säkularisation in den von Frankreich annektierten Hanseatischen Departements zur Jahreswende 1811/1812 aufgehoben. Das Gebäude ging zunächst in den Besitz der Militärverwaltung über und wurde als Magazin genutzt, 1819 in eine Hilflosenanstalt umgewandelt. Die Grundmauern der kleinen Klosterkirche wurden 1999 durch Ausgrabungen freigelegt. Die Reste des eigentlichen Klostergebäudes liegen unter der heutigen Stubengasse verborgen und können nicht erforscht werden.
Die Erneuerung des Klarissenordens setzte in Frankreich ein, wo der reformierte Ordenszweig der Coletinnen im 19. Jahrhundert einen Aufschwung erlebte. Über Belgien kamen die Klarissen-Coletinnen 1857 nach Münster und lebten zunächst in bescheidenen Gebäuden am Bispinghof. Die Wiederherstellung des Klarissenordens in Deutschland ging maßgeblich von den beiden Klöstern in Münster und Düsseldorf (gegründet 1859) aus. Wegen der innerstädtischen Lage der Niederlassung und der Nähe zur Ägidii-Kaserne erschien der Standort aber bald ungeeignet. 1864 wurde auf einem geschenkten Grundstück am Aasee das spätere Kloster an der Scharnhorststraße errichtet. Das Grundstück, auf dem zuvor eine Windmühle gestanden hatte, lag damals noch sehr abgeschieden außerhalb der Stadt. Während des Kulturkampfes mussten die Klarissen Münster 1875 verlassen, wurden aus Deutschland ausgewiesen und kehrten erst 1887 aus dem Exil in den Niederlanden zurück. Erstmals nach ihrer Rückkehr verließen die Klausurschwestern ihr Kloster zur Wahl der Deutschen Nationalversammlung im Januar 1919, nachdem in Deutschland das Frauenwahlrecht eingeführt worden war; viele von ihnen sahen zum ersten Mal ein Automobil. 1926 erfolgte von Münster aus die Gründung des Klarissenklosters Paderborn, damals das deutschlandweit zehnte aktive Kloster der Klarissen. In der Zeit des Nationalsozialismus und im Zweiten Weltkrieg konnten die Klarissen zunächst in ihrem Kloster bleiben und verrichteten als „kriegswichtig“ eingestufte Handarbeiten. Bei Bombenangriffen auf Münster 1943 und 1944 wurden die Klostergebäude jedoch zerstört und die Nonnen zogen für einige Jahre nach Nordwalde. Der Wiederaufbau des Klosters in Anlehnung an den Vorkriegsbau begann 1948 und wurde 1954 fertig gestellt. Danach lebten die Klarissen bis zur Auflösung des Klosters im Jahr 2001 an der Scharnhorststraße.
1973 wurde am Domplatz in Münster auf Veranlassung von Bischof Heinrich Tenhumberg ein zweites Klarissenkloster gegründet. Der Bischof wollte damit ein geistliches Gegengewicht zu dem von ihm so empfundenen „Museumscharakter“ der Domkirche schaffen. Als Erste zogen die zuvorige Äbtissin des Klosters an der Scharnhorststraße mit fünf Schwestern in den Neubau ein. Seit Februar 1979 ist das Domkloster selbstständig. Eine Besonderheit des Klosters besteht darin, dass die Klausurgrenzen auf den Dom hin geöffnet sind, sodass die Nonnen an öffentlichen Gottesdiensten mitwirken können. Sie werden deshalb umgangssprachlich auch „Domklarissen“ genannt.
Die Klosteranlage an der Scharnhorststraße wurde vom Eigentümer der Immobilie, Graf Droste zu Vischering, in den 2010er Jahren abgerissen, und auf dem Gelände entstand eine Wohn- und Büroanlage. Das Kloster gehörte wie die heutigen Domklarissen zu der 1963 gegründeten Pirckheimer-Föderation der deutschsprachigen Klarissen, einem Zusammenschluss mehrerer selbständiger Klarissenklöster in Deutschland, Österreich und Südtirol.